# Legamenti di Cooper

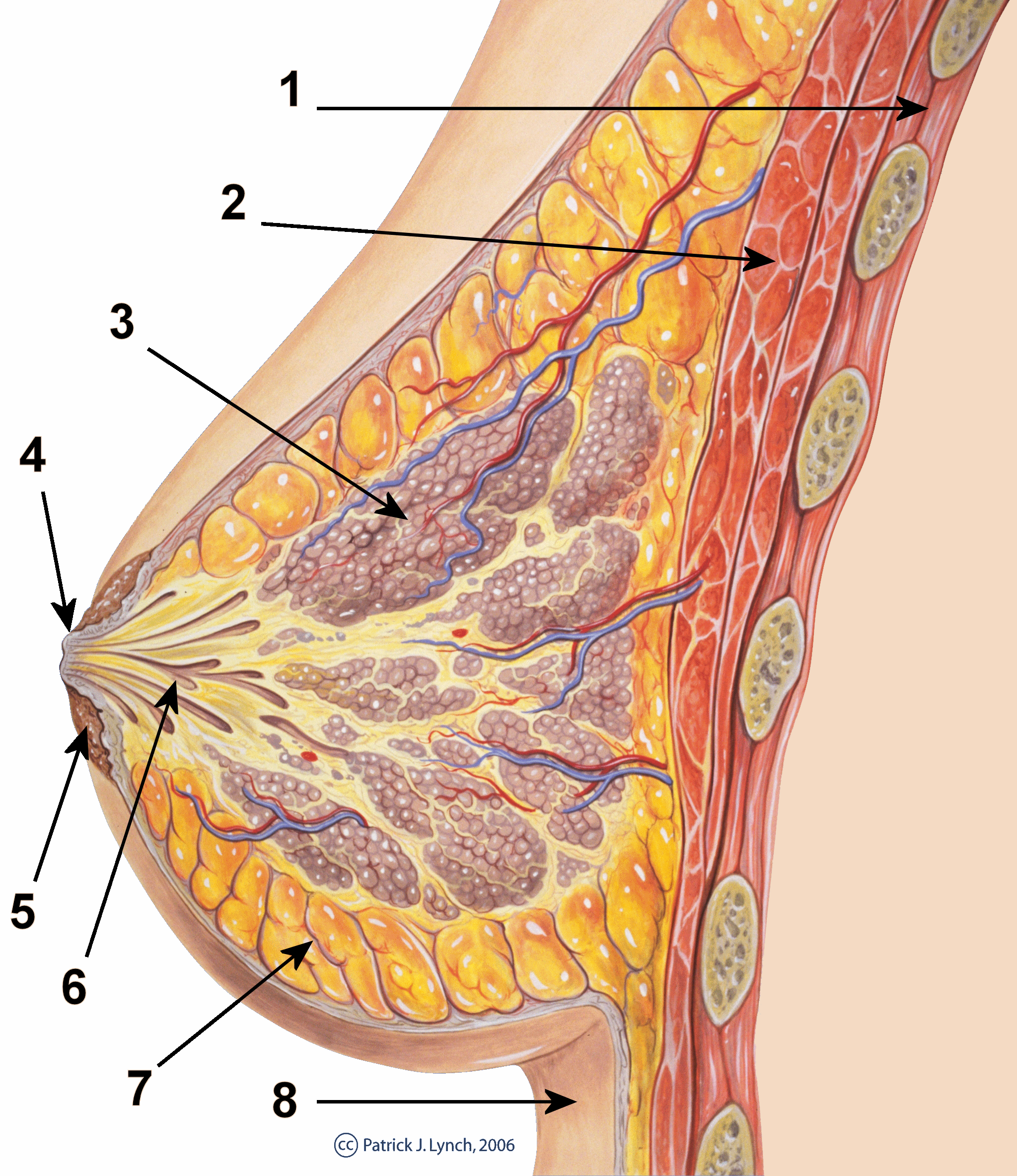

I legamenti di Cooper sono sepimenti fibrosi composti da tessuto connettivo che sostengono il tessuto adiposo interno e la ghiandola mammaria del seno e lo collegano alla pelle. Questi possono dare luogo ad un deterioramento a causa della gravidanza o allattamento. Essi inoltre sostengono il capezzolo e l'areola. Sono stati scoperti da Astley Cooper, che li ha descritti nel 1840. La loro anatomia può essere rivelata usando la tomografia di diffrazione della trasmissione. 

## Anatomia
I legamenti corrono dalla clavicola e dalla fascia clavipectale che si estendono attraverso e intorno al tessuto del seno e al derma della pelle sovrastante il seno. Il legamento tiene sospeso il seno dalla clavicola alla parte centrale del torace. Questo ha l'effetto di sostenere il seno nella sua posizione normale e mantenendolo nella sua forma ottimale. Senza il sostegno interno di questo legamento, il tessuto mammario (che è più pesante del grasso circostante) collasserebbe sotto il suo peso, perdendo la sua forma e contorni naturali.